# Cincinnati Royals 1967-1968
La stagione 1967-68 dei Cincinnati Royals fu la 19ª nella NBA per la franchigia.
I Cincinnati Royals arrivarono quinti nella Eastern Division con un record di 39-43, non qualificandosi per i play-off.

## Roster
| N° | Naz.                   | Ruolo | Sportivo        | Anno | Alt. | Peso |
| -- | ---------------------- | ----- | --------------- | ---- | ---- | ---- |
| 5  | Stati Uniti (bandiera) | G     | Guy Rodgers     | 1935 | 183  | 84   |
| 10 | Stati Uniti (bandiera) | G     | Adrian Smith    | 1936 | 185  | 82   |
| 11 | Stati Uniti (bandiera) | G     | Al Jackson      | 1943 | 185  | 84   |
| 13 | Stati Uniti (bandiera) | AC    | Walt Wesley     | 1945 | 211  | 100  |
| 14 | Stati Uniti (bandiera) | GA    | Oscar Robertson | 1938 | 196  | 93   |
| 15 | Stati Uniti (bandiera) | G     | Gary Gray       | 1945 | 185  | 84   |
| 16 | Stati Uniti (bandiera) | AC    | Jerry Lucas     | 1940 | 203  | 104  |
| 17 | Stati Uniti (bandiera) | AC    | Len Chappell    | 1941 | 203  | 109  |
| 17 | Stati Uniti (bandiera) | GA    | Tom Van Arsdale | 1943 | 196  | 92   |
| 18 | Stati Uniti (bandiera) | A     | Bill Dinwiddie  | 1943 | 201  | 100  |
| 20 | Stati Uniti (bandiera) | G     | Flynn Robinson  | 1941 | 185  | 84   |
| 21 | Stati Uniti (bandiera) | A     | Bob Love        | 1942 | 203  | 98   |
| 22 | Stati Uniti (bandiera) | A     | Happy Hairston  | 1942 | 201  | 102  |
| 23 | Stati Uniti (bandiera) | G     | Jim Fox         | 1939 | 208  | 104  |
| 23 | Stati Uniti (bandiera) | A     | John Tresvant   | 1936 | 201  | 98   |
| 24 | Stati Uniti (bandiera) | AC    | Connie Dierking | 1936 | 206  | 101  |

## Staff tecnico
- Allenatore: Ed Jucker